# SIME
SIME (Scandinavian Interactive Media Event) är en årlig konferens för Internet- media- telekom- och underhållningsbranscherna, grundad 1996. SIME:s stora konferens äger rum i Stockholm två dagar i november varje år, och har även återkommande event i Helsingfors, Barcelona och San Francisco.
SIME grundades av Beata Wickbom 1996. Det drivs av huvudägarna Christoffer Granfelt och Ola Ahlvarsson. Övriga ägare till SIME är Urban Petterson samt företaget Result.